# Repêchage d'entrée dans la LNH 2018
2017 2019
Le repêchage d'entrée dans la Ligue nationale de hockey 2018 est le 56e repêchage d'entrée de l'histoire de la Ligue nationale de hockey (LNH). Il a lieu les 22 et 23 juin 2018 à Dallas, dans l'État du Texas, aux États-Unis. Les Sabres de Buffalo obtiennent le premier choix lors de ce repêchage, alors que le deuxième appartient aux Hurricanes de la Caroline et le troisième aux Canadiens de Montréal.

## Loterie
Afin de déterminer l'ordre dans lequel les équipes choisissent les joueurs, une loterie préalable est réalisée entre les 15 équipes qui ne se sont pas qualifiées pour les séries éliminatoires de la Coupe Stanley 2018. En 2018, la loterie se déroule à Toronto le 28 avril 2018 et trois tirages au sort successifs ont lieu pour déterminer les trois premiers choix de repêchage. Les Sabres de Buffalo, dernière équipe au classement de la saison régulière, a 18,5 % de chance de remporter le premier choix et l'équipe la mieux classée des 14 autres en saison régulière, les Panthers de la Floride, n'a que 1 % de chance. Si les Sabres ne remportent pas le premier choix, le pourcentage augmente pour le tirage au sort du deuxième choix et il en va de même pour le troisième choix. Après le troisième tirage au sort, si les Sabres n'ont pas obtenu un des trois premiers choix, il obtient automatiquement le 4e choix au total.
| Équipe             | 1er    | 2e     | 3e     | 4e     | 5e     | 6e     | 7e     | 8e     | 9e     | 10e    | 11e    | 12e    | 13e    | 14e    | 15e    |
| ------------------ | ------ | ------ | ------ | ------ | ------ | ------ | ------ | ------ | ------ | ------ | ------ | ------ | ------ | ------ | ------ |
| Buffalo            | 18,5 % | 16,5 % | 14,4 % | 50,6 % |        |        |        |        |        |        |        |        |        |        |        |
| Ottawa             | 13,5 % | 13,0 % | 12,3 % | 33,3 % | 27,9 % |        |        |        |        |        |        |        |        |        |        |
| Arizona            | 11,5 % | 11,3 % | 11,1 % | 13,2 % | 37,7 % | 15,2 % |        |        |        |        |        |        |        |        |        |
| Montréal           | 9,5 %  | 9,6 %  | 9,7 %  | 2,8 %  | 26,1 % | 34,0 % | 8,3 %  |        |        |        |        |        |        |        |        |
| Détroit            | 8,5 %  | 8,7 %  | 8,9 %  |        | 8,4 %  | 34,5 % | 26,7 % | 4,3 %  |        |        |        |        |        |        |        |
| Vancouver          | 7,5 %  | 7,8 %  | 8,0 %  |        |        | 16,3 % | 38,9 % | 19,4 % | 2,1 %  |        |        |        |        |        |        |
| Chicago            | 6,5 %  | 6,8 %  | 7,1 %  |        |        |        | 26,0 % | 39,5 % | 13,1 % | 1,0 %  |        |        |        |        |        |
| New York Rangers   | 6,0 %  | 6,3 %  | 6,7 %  |        |        |        |        | 36,8 % | 36,0 % | 7,8 %  | 0,4 %  |        |        |        |        |
| Edmonton           | 5,0 %  | 5,3 %  | 5,7 %  |        |        |        |        |        | 48,8 % | 30,7 % | 4,3 %  | 0,1 %  |        |        |        |
| New York Islanders | 3,5 %  | 3,8 %  | 4,1 %  |        |        |        |        |        |        | 60,5 % | 25,7 % | 2,4 %  | <0,1 % |        |        |
| Carolina           | 3,0 %  | 3,3 %  | 3,6 %  |        |        |        |        |        |        |        | 69,6 % | 19,4 % | 1,1 %  | <0,1 % |        |
| Calgary            | 2,5 %  | 2,7 %  | 3,0 %  |        |        |        |        |        |        |        |        | 78,0 % | 13,3 % | 0,4 %  | <0,1 % |
| Dallas             | 2,0 %  | 2,2 %  | 2,4 %  |        |        |        |        |        |        |        |        |        | 85,5 % | 7,8 %  | 0,1 %  |
| Saint-Louis        | 1,5 %  | 1,7 %  | 1,8 %  |        |        |        |        |        |        |        |        |        |        | 91,8 % | 3,2 %  |
| Florida            | 1,0 %  | 1,1 %  | 1,2 %  |        |        |        |        |        |        |        |        |        |        |        | 96,7 % |

En gras, le choix remporté par chaque équipe.

## Meilleurs espoirs
Les tableaux ci-dessous présentent les meilleurs joueurs évoluant soit dans les championnats d'Amérique du Nord soit en Europe.
| Rang | En Amérique du Nord               | En Europe                          |
| ---- | --------------------------------- | ---------------------------------- |
| 1    | Andreï Svetchnikov (Ailier droit) | Rasmus Dahlin (Défenseur)          |
| 2    | Brady Tkachuk (Ailier gauche)     | Adam Boqvist (Défenseur)           |
| 3    | Filip Zadina (Ailier droit)       | Vitali Kravtsov (Ailier droit)     |
| 4    | Evan Bouchard (Défenseur)         | Martin Kaut (Ailier droit)         |
| 5    | Noah Dobson (Défenseur)           | Adam Ginning (Défenseur)           |
| 6    | Quinton Hughes (Défenseur)        | Jesperi Kotkaniemi (Centre)        |
| 7    | Oliver Wahlstrom (Ailier droit)   | Grigori Denissenko (Ailier gauche) |
| 8    | Joseph Veleno (Centre)            | Isac Lundeström (Centre)           |
| 9    | Barrett Hayton (Centre)           | Jacob Olofsson (Centre)            |
| 10   | Serron Noel (Ailier droit)        | Filip Johansson (Défenseur)        |

| Rang | En Amérique du Nord | En Europe      |
| ---- | ------------------- | -------------- |
| 1    | Olivier Rodrigue    | Lukáš Dostál   |
| 2    | Kevin Mandolese     | Jakub Škarek   |
| 3    | Alexis Gravel       | Amir Miftakhov |

## Le repêchage

### Premier tour
| Rang | Joueur               | Position      | Nationalité | Équipe LNH                                                                 | Repêché de                              |
| ---- | -------------------- | ------------- | ----------- | -------------------------------------------------------------------------- | --------------------------------------- |
| 1    | Rasmus Dahlin        | Défenseur     | Suède       | Sabres de Buffalo                                                          | Frölunda HC (SHL)                       |
| 2    | Andreï Svetchnikov   | Ailier droit  | Russie      | Hurricanes de la Caroline                                                  | Colts de Barrie (LHO)                   |
| 3    | Jesperi Kotkaniemi   | Centre        | Finlande    | Canadiens de Montréal                                                      | Ässät (Liiga)                           |
| 4    | Brady Tkachuk        | Ailier gauche | États-Unis  | Sénateurs d'Ottawa                                                         | Terriers de Boston (NCAA)               |
| 5    | Barrett Hayton       | Centre        | Canada      | Coyotes de l'Arizona                                                       | Greyhounds de Sault-Sainte-Marie (LHO)  |
| 6    | Filip Zadina         | Ailier droit  | Tchéquie    | Red Wings de Détroit                                                       | Mooseheads d'Halifax (LHJMQ)            |
| 7    | Quinton Hughes       | Défenseur     | États-Unis  | Canucks de Vancouver                                                       | Wolverines du Michigan (NCAA)           |
| 8    | Adam Boqvist         | Défenseur     | Suède       | Blackhawks de Chicago                                                      | Brynäs IF (SuperElit)                   |
| 9    | Vitali Kravtsov      | Ailier droit  | Russie      | Rangers de New York                                                        | Traktor Tcheliabinsk (KHL)              |
| 10   | Evan Bouchard        | Défenseur     | Canada      | Oilers d'Edmonton                                                          | Knights de London (LHO)                 |
| 11   | Oliver Wahlstrom     | Ailier droit  | États-Unis  | Islanders de New York                                                      | USNTDP (USHL)                           |
| 12   | Noah Dobson          | Défenseur     | Canada      | Islanders de New York (des Flames de Calgary)                              | Titan d'Acadie-Bathurst (LHJMQ)         |
| 13   | Ty Dellandrea        | Centre        | Canada      | Stars de Dallas                                                            | Firebirds de Flint (LHO)                |
| 14   | Joel Farabee         | Ailier gauche | États-Unis  | Flyers de Philadelphie (des Blues de Saint-Louis)                          | USNTDP (USHL)                           |
| 15   | Grigori Denisenko    | Ailier gauche | Russie      | Panthers de la Floride                                                     | Loko Iaroslavl (MHL)                    |
| 16   | Martin Kaut          | Ailier droit  | Tchéquie    | Avalanche du Colorado                                                      | HC Pardubice (Extraliga)                |
| 17   | Ty Smith             | Défenseur     | Canada      | Devils du New Jersey                                                       | Chiefs de Spokane (LHOu)                |
| 18   | Liam Foudy           | Centre        | Canada      | Blue Jackets de Columbus                                                   | Knights de London (LHO)                 |
| 19   | Jay O'Brien          | Centre        | États-Unis  | Flyers de Philadelphie                                                     | Tigres de la Thayer Academy (USHS-Prep) |
| 20   | Rasmus Kupari        | Centre        | Finlande    | Kings de Los Angeles                                                       | Kärpät Oulu (Liiga)                     |
| 21   | Ryan Merkley         | Défenseur     | Canada      | Sharks de San José                                                         | Storm de Guelph (LHO)                   |
| 22   | K'Andre Miller       | Défenseur     | États-Unis  | Rangers de New York (Penguins de Pittsburgh via les Sénateurs d’Ottawa)    | USNTDP (USHL)                           |
| 23   | Isac Lundeström      | Centre        | Suède       | Ducks d’Anaheim                                                            | Luleå HF (SHL)                          |
| 24   | Filip Johansson      | Défenseur     | Suède       | Wild du Minnesota                                                          | Leksands IF (SuperElit)                 |
| 25   | Dominik Bokk         | Ailier droit  | Allemagne   | Blues de Saint-Louis (des Maple Leafs de Toronto)                          | Växjö Lakers HC (SuperElit)             |
| 26   | Jacob Bernard-Docker | Défenseur     | Canada      | Sénateurs d'Ottawa (des Bruins de Boston via les Rangers de New York)      | Oilers d'Okotoks (LHJA)                 |
| 27   | Nicolas Beaudin      | Défenseur     | Canada      | Blackhawks de Chicago (des Predators de Nashville)                         | Voltigeurs de Drummondville (LHJMQ)     |
| 28   | Nils Lundkvist       | Défenseur     | Suède       | Rangers de New York (du Lightning de Tampa Bay)                            | Luleå HF (SHL)                          |
| 29   | Rasmus Sandin        | Défenseur     | Suède       | Maple Leafs de Toronto (des Jets de Winnipeg via les Blues de Saint-Louis) | Greyhounds de Sault-Sainte-Marie (LHO)  |
| 30   | Joseph Veleno        | Centre        | Canada      | Red Wings de Détroit (des Golden Knights de Vegas)                         | Voltigeurs de Drummondville (LHJMQ)     |
| 31   | Aleksandr Alekseïev  | Défenseur     | Russie      | Capitals de Washington                                                     | Rebels de Red Deer (LHOu)               |

### Deuxième tour
| Rang | Joueur                | Position       | Nationalité | Équipe LNH                                                                       | Repêché de                            |
| ---- | --------------------- | -------------- | ----------- | -------------------------------------------------------------------------------- | ------------------------------------- |
| 32   | Mattias Samuelsson    | Défenseur      | États-Unis  | Sabres de Buffalo                                                                | USNTDP (USHL)                         |
| 33   | Jonatan Berggren      | Ailier droit   | Suède       | Red Wings de Détroit (des Sénateurs d’Ottawa, via les Rangers de New York)       | Skellefteå AIK J20 (SuperElit)        |
| 34   | Serron Noel           | Ailier droit   | Canada      | Panthers de la Floride (des Coyotes de l’Arizona)                                | Generals d'Oshawa (LHO)               |
| 35   | Jesse Ylönen          | Ailier droit   | Finlande    | Canadiens de Montréal                                                            | Espoo United (Mestis)                 |
| 36   | Jared McIsaac         | Défenseur      | Canada      | Red Wings de Détroit                                                             | Mooseheads d'Halifax (LHJMQ)          |
| 37   | Jett Woo              | Défenseur      | Canada      | Canucks de Vancouver                                                             | Warriors de Moose Jaw (LHOu)          |
| 38   | Aleksandr Romanov     | Défenseur      | Russie      | Canadiens de Montréal (des Blackhawks de Chicago)                                | Krasnaïa Armia (MHL)                  |
| 39   | Olof Lindbom          | Gardien de but | Suède       | Rangers de New York                                                              | Djurgårdens IF Hockey J20 (SuperElit) |
| 40   | Ryan McLeod           | Centre         | Canada      | Oilers d’Edmonton                                                                | Steelheads de Mississauga (LHO)       |
| 41   | Bode Wilde            | Défenseur      | États-Unis  | Islanders de New York                                                            | USNTDP (USHL)                         |
| 42   | Jack Drury            | Centre         | États-Unis  | Hurricanes de la Caroline                                                        | Black Hawks de Waterloo (USHL)        |
| 43   | Rouslan Iskhakov      | Centre         | Russie      | Islanders de New York (des Flames de Calgary)                                    | Krasnaïa Armia (MHL)                  |
| 44   | Albin Eriksson        | Ailier droit   | Suède       | Stars de Dallas                                                                  | Skellefteå AIK (SHL)                  |
| 45   | Scott Perunovich      | Défenseur      | États-Unis  | Blues de Saint-Louis                                                             | Bulldogs de Minnesota-Duluth (NCAA)   |
| 46   | Martin Fehérváry      | Défenseur      | Slovaquie   | Capitals de Washington (des Panthers de la Floride via les Devils du New Jersey) | IK Oskarshamn (Allsvenskan)           |
| 47   | Kody Clark            | Ailier droit   | États-Unis  | Capitals de Washington (de l'Avalanche du Colorado)                              | 67 d'Ottawa (LHO)                     |
| 48   | Jonathan Tychonik     | Défenseur      | Canada      | Sénateurs d'Ottawa (des Devils du New Jersey via les Rangers de New York)        | Vees de Penticton (LHCB)              |
| 49   | Kirill Martchenko     | Ailier droit   | Russie      | Blue Jackets de Columbus                                                         | Mamonty Iougry (MHL)                  |
| 50   | Adam Ginning          | Défenseur      | Suède       | Flyers de Philadelphie                                                           | Linköpings HC (SHL)                   |
| 51   | Akil Thomas           | Centre         | Canada      | Kings de Los Angeles                                                             | IceDogs de Niagara (LHO)              |
| 52   | Sean Durzi            | Défenseur      | Canada      | Maple Leafs de Toronto (des Sharks de San José)                                  | Attack d'Owen Sound (LHO)             |
| 53   | Calen Addison         | Défenseur      | Canada      | Penguins de Pittsburgh                                                           | Hurricanes de Lethbridge (LHOu)       |
| 54   | Benoit-Olivier Groulx | Centre         | Canada      | Ducks d’Anaheim                                                                  | Mooseheads d'Halifax (LHJMQ)          |
| 55   | Kevin Bahl            | Défenseur      | Canada      | Coyotes de l’Arizona (du Wild du Minnesota)                                      | 67 d'Ottawa (LHO)                     |
| 56   | Jacob Olofsson        | Centre         | Suède       | Canadiens de Montréal (des Maple Leafs de Toronto)                               | Timrå IK (Allsvenskan)                |
| 57   | Axel Andersson        | Défenseur      | Suède       | Bruins de Boston                                                                 | Djurgårdens IF Hockey J20 (SuperElit) |
| 58   | Filip Hallander       | Centre         | Suède       | Penguins de Pittsburgh (des Predators de Nashville, via l'Avalanche du Colorado) | Timrå IK (Allsvenskan)                |
| 59   | Gabriel Fortier       | Ailier gauche  | Canada      | Lightning de Tampa Bay                                                           | Drakkar de Baie-Comeau (LHJMQ)        |
| 60   | David Gustafsson      | Centre         | Suède       | Jets de Winnipeg                                                                 | HV71 (SHL)                            |
| 61   | Ivan Morozov          | Centre         | Russie      | Golden Knights de Vegas                                                          | Mamonty Iougry (MHL)                  |
| 62   | Olivier Rodrigue      | Gardien de but | Canada      | Oilers d'Edmonton (des Capitals de Washington, via les Canadiens de Montréal)    | Voltigeurs de Drummondville (LHJMQ)   |

### Troisième tour
| Rang | Joueur                    | Position       | Nationalité | Équipe LNH | Repêché de                            |
| ---- | ------------------------- | -------------- | ----------- | --- | ------------------------------------- |
| 63   | Jack McBain               | Centre         | Canada      | Wild du Minnesota (des Sabres de Buffalo) | Canadiens juniors de Toronto (LHJO)   |
| 64   | Justus Annunen            | Gardien de but | Finlande    | Avalanche du Colorado (des Sénateurs d'Ottawa, via les Penguins de Pittsburgh)                                                                                   | Kärpät Oulu (Jr. A SM-liiga)          |
| 65   | Jan Jeník                 | Centre         | Tchéquie    | Coyotes de l'Arizona | HC Benatky nad Jizerou (1.liga)       |
| 66   | Cameron Ellis             | Centre         | Canada      | Canadiens de Montréal | Storm de Guelph (LHO)                 |
| 67   | Alec Regula               | Défenseur      | États-Unis  | Red Wings de Détroit | Knights de London (LHO)               |
| 68   | Tyler Madden              | Centre         | États-Unis  | Canucks de Vancouver | Americans de Tri-City (LHOu)          |
| 69   | Jake Wise                 | Centre         | États-Unis  | Blackhawks de Chicago | USNTDP (USHL)                         |
| 70   | Jacob Ragnarsson          | Défenseur      | Suède       | Rangers de New York | Almtuna IS (Allsvenskan)              |
| 71   | Jordan Harris             | Défenseur      | États-Unis  | Canadiens de Montréal (des Oilers d'Edmonton) | Wildcats de Kimball Union (USHS-Prep) |
| 72   | Jakub Škarek              | Gardien de but | Tchéquie    | Islanders de New York | HC Dukla Jihlava (Extraliga)          |
| 73   | Ty Emberson               | Défenseur      | États-Unis  | Coyotes de l'Arizona (des Hurricanes de la Caroline) | USNTDP (USHL)                         |
| 74   | Niklas Nordgren           | Ailier droit   | Finlande    | Blackhawks de Chicago (des Flames de Calgary, via les Coyotes de l'Arizona)                                                                                      | HIFK (Jr. A SM-liiga)                 |
| 75   | Oscar Bäck                | Centre         | Suède       | Stars de Dallas | Färjestad BK (SuperElit)              |
| 76   | Semion Der-Argoutchintsev | Centre         | Russie      | Maple Leafs de Toronto (des Blues de Saint-Louis) | Petes de Peterborough (LHO)           |
| 77   | Jakub Lauko               | Centre         | Tchéquie    | Bruins de Boston (des Panthers de la Floride) | Piráti Chomutov (Extraliga)           |
| 78   | Sampo Ranta               | Ailier gauche  | Finlande    | Avalanche du Colorado | Musketeers de Sioux City (USHL)       |
| 79   | Blake McLaughlin          | Ailier gauche  | États-Unis  | Ducks d'Anaheim (des Devils de New Jersey) | Steel de Chicago (USHL)               |
| 80   | Marcus Karlberg           | Ailier gauche  | Suède       | Blue Jackets de Columbus | Leksands IF (SuperElit)               |
| 81   | Seth Barton               | Défenseur      | Canada      | Red Wings de Détroit (des Flyers de Philadelphie) | Smoke Eaters de Trail (LHCB)          |
| 82   | Boulat Chafigoulline      | Ailier gauche  | Russie      | Kings de Los Angeles | Reactor (MHL)                         |
| 83   | Riley Stotts              | Centre         | Canada      | Maple Leafs de Toronto (des Sharks de San José) | Hitmen de Calgary (LHOu)              |
| 84   | Jesper Eliasson           | Gardien de but | Suède       | Red Wings de Détroit (des Penguins de Pittsburgh) | IF Troja-Ljungby (J20 Elit)           |
| 85   | Lukáš Dostál              | Gardien de but | Tchéquie    | Ducks d'Anaheim | SK Horácká Slavia Třebíč (1.liga)     |
| 86   | Aleksandr Khovanov        | Centre         | Russie      | Wild du Minnesota | Wildcats de Moncton (LHJMQ)           |
| 87   | Linus Karlsson            | Centre         | Suède       | Sharks de San José (des Maple Leafs de Toronto, via les Devils du New Jersey, les Capitals de Washington, les Blackhawks de Chicago et les Coyotes de l'Arizona) | Karlskrona HK (SuperElit)             |
| 88   | Joey Keane                | Défenseur      | États-Unis  | Rangers de New York (des Bruins de Boston) | Colts de Barrie (LHO)                 |
| 89   | Logan Hutsko              | Ailier droit   | États-Unis  | Panthers de la Floride (des Predators de Nashville) | Eagles de Boston College (NCAA)       |
| 90   | Dmitri Semykine           | Défenseur      | Russie      | Lightning de Tampa Bay | Kapitan Stoupino (MHL)                |
| 91   | Nathan Smith              | Centre         | États-Unis  | Jets de Winnipeg | RoughRiders de Cedar Rapids (USHL)    |
| 92   | Connor Dewar              | Centre         | Canada      | Wild du Minnesota (des Golden Knights de Vegas) | Silvertips d'Everett (LHOu)           |
| 93   | Riley Sutter              | Ailier droit   | Canada      | Capitals de Washington | Silvertips d'Everett (LHOu)           |

### Quatrième tour
| Rang | Joueur                    | Position       | Nationalité | Équipe LNH | Repêché de                              |
| ---- | ------------------------- | -------------- | ----------- | --- | --------------------------------------- |
| 94   | Matěj Pekař               | Centre         | Tchéquie    | Sabres de Buffalo                                                                                             | Lumberjacks de Muskegon (USHL)          |
| 95   | Jonathan Gruden           | Centre         | États-Unis  | Sénateurs d'Ottawa                                                                                            | USNTDP (USHL)                           |
| 96   | Luke Henman               | Centre         | Canada      | Hurricanes de la Caroline (des Coyotes de l'Arizona)                                                          | Armada de Blainville-Boisbriand (LHJMQ) |
| 97   | Allan McShane             | Centre         | Canada      | Canadiens de Montréal (de Canadiens de Montréal, via les Kings de Los Angeles)                                | Generals d'Oshawa (LHO)                 |
| 98   | Ryan O'Reilly             | Ailier droit   | États-Unis  | Red Wings de Détroit                                                                                          | Capitols de Madison (USHL)              |
| 99   | Stanislav Demin           | Défenseur      | États-Unis  | Golden Knights de Vegas (des Canucks de Vancouver, via les Penguins de Pittsburgh)                            | Wild de Wenatchee (LHCB)                |
| 100  | Adam Mascherin            | Ailier gauche  | Canada      | Stars de Dallas (des Blackhawks de Chicago)                                                                   | Rangers de Kitchener (LHO)              |
| 101  | Nico Gross                | Défenseur      | Suisse      | Rangers de New York                                                                                           | Generals d'Oshawa (LHO)                 |
| 102  | Jasper Weatherby          | Centre         | États-Unis  | Sharks de San José (des Oilers d'Edmonton, via les Canadiens de Montréal)                                     | Wild de Wenatchee (LHCB)                |
| 103  | Jacob Pivonka             | Centre         | États-Unis  | Islanders de New York                                                                                         | USNTDP (USHL)                           |
| 104  | Lenni Killinen            | Ailier droit   | Finlande    | Hurricanes de la Caroline                                                                                     | Espoo Blues (Jr. A SM-liiga}            |
| 105  | Martin Pospíšil           | Centre         | Slovaquie   | Flames de Calgary                                                                                             | Musketeers de Sioux City (USHL)         |
| 106  | Curtis Douglas            | Centre         | Canada      | Stars de Dallas                                                                                               | Spitfires de Windsor (LHO)              |
| 107  | Joel Hofer                | Gardien de but | Canada      | Blues de Saint-Louis                                                                                          | Broncos de Swift Current (LHOu)         |
| 108  | Demetrios Koumontzis      | Ailier gauche  | États-Unis  | Flames de Calgary (des Panthers de la Floride)                                                                | Hornets d'Edina (USHS-Prep)             |
| 109  | Tyler Weiss               | Ailier gauche  | États-Unis  | Avalanche du Colorado                                                                                         | USNTDP (USHL)                           |
| 110  | Xavier Bernard            | Défenseur      | Canada      | Devils de New Jersey                                                                                          | Voltigeurs de Drummondville (LHJMQ)     |
| 111  | Jáchym Kondelík           | Centre         | Tchéquie    | Predators de Nashville (des Blue Jackets de Columbus)                                                         | Lumberjacks de Muskegon (USHL)          |
| 112  | John St. Ivany            | Défenseur      | États-Unis  | Flyers de Philadelphie                                                                                        | Stampede de Sioux Falls (USHL)          |
| 113  | Aidan Dudas               | Centre         | Canada      | Kings de Los Angeles                                                                                          | Attack d'Owen Sound (LHO)               |
| 114  | Ivan Prosvetov            | Gardien de but | Russie      | Coyotes de l'Arizona (des Sharks de San José)                                                                 | Phantoms de Youngstown (USHL)           |
| 115  | Paul Cotter               | Centre         | États-Unis  | Golden Knights de Vegas (des Penguins de Pittsburgh, via le Lightning de Tampa Bay)                           | Stars de Lincoln (USHL)                 |
| 116  | Jackson Perbix            | Ailier droit   | États-Unis  | Ducks d'Anaheim                                                                                               | Elks d'Elk River (USHS-Prep)            |
| 117  | Linus Lindstrand Kronholm | Défenseur      | Suède       | Sabres de Buffalo (du Wild du Minnesota)                                                                      | Malmö Redhawks (SuperElit)              |
| 118  | Mac Hollowell             | Défenseur      | Canada      | Maple Leafs de Toronto                                                                                        | Greyhounds de Sault-Sainte-Marie (LHO)  |
| 119  | Curtis Hall               | Centre         | États-Unis  | Bruins de Boston                                                                                              | Phantoms de Youngstown (USHL)           |
| 120  | Philipp Kurashev          | Centre         | Suisse      | Blackhawks de Chicago (des Predators de Nashville)                                                            | Remparts de Québec (LHJMQ)              |
| 121  | Alexander Green           | Défenseur      | États-Unis  | Lightning de Tampa Bay                                                                                        | Big Red de Cornell (NCAA)               |
| 122  | Miloš Roman               | Centre         | Slovaquie   | Flames de Calgary (des Jets de Winnipeg, via les Canadiens de Montréal)                                       | Giants de Vancouver (LHOu)              |
| 123  | Jack Gorniak              | Ailier gauche  | États-Unis  | Canadiens de Montréal (des Golden Knights de Vegas, via les Panthers de la Floride et les Sharks de San José) | Panthers de West Salem (USHS-Prep)      |
| 124  | Mitchell Gibson           | Gardien de but | États-Unis  | Capitals de Washington                                                                                        | Brahmas de Lone Star (NAHL)             |

### Cinquième tour
| Rang | Joueur               | Position       | Nationalité        | Équipe LNH                                                                                                  | Repêché de                         |
| ---- | -------------------- | -------------- | ------------------ | --- | ---------------------------------- |
| 125  | Miska Kukkonen       | Défenseur      | Finlande           | Sabres de Buffalo                                                                                           | Ilves Tampere (Jr. A SM-liiga)     |
| 126  | Angus Crookshank     | Ailier gauche  | Canada             | Sénateurs d'Ottawa                                                                                          | Rivermen de Langley (LHCB)         |
| 127  | Wyatte Wylie         | Défenseur      | États-Unis         | Flyers de Philadelphie (des Coyotes de l'Arizona)                                                           | Silvertips d'Everett (LHOu)        |
| 128  | Cole Fonstad         | Centre         | Canada             | Canadiens de Montréal                                                                                       | Raiders de Prince Albert (LHOu)    |
| 129  | Justin Almeida       | Défenseur      | Canada             | Penguins de Pittsburgh (des Red Wings de Détroit)                                                           | Warriors de Moose Jaw (LHOu)       |
| 130  | Toni Utunen          | Défenseur      | Finlande           | Canucks de Vancouver                                                                                        | Lempäälän Kisa (Mestis)            |
| 131  | Spencer Stastney     | Défenseur      | États-Unis         | Predators de Nashville (des Blackhawks de Chicago)                                                          | USNTDP (USHL)                      |
| 132  | Lauri Pajuniemi      | Ailier droit   | Finlande           | Rangers de New York                                                                                         | TPS Turku (Liiga)                  |
| 133  | Samuel Houde         | Centre         | Canada             | Canadiens de Montréal (des Oilers d'Edmonton)                                                               | Saguenéens de Chicoutimi (LHJMQ)   |
| 134  | Blade Jenkins        | Ailier gauche  | États-Unis         | Islanders de New York                                                                                       | Spirit de Saginaw (LHO)            |
| 135  | Brandon Kruse        | Ailier gauche  | États-Unis         | Golden Knights de Vegas (des Hurricanes de la Caroline)                                                     | Falcons de Bowling Green (NCAA)    |
| 136  | Akira Schmid         | Gardien de but | Suisse             | Devils de New Jersey (des Flames de Calgary, via les Coyotes de l'Arizona)                                  | SC Langnau Tigers (Jr. Élites A)   |
| 137  | Riley Damiani        | Centre         | Canada             | Stars de Dallas                                                                                             | Rangers de Kitchener (LHO)         |
| 138  | Hugh McGing          | Ailier gauche  | États-Unis         | Blues de Saint-Louis                                                                                        | Broncos de Western Michigan (NCAA) |
| 139  | Mikael Hakkarainen   | Centre         | Finlande           | Blackhawks de Chicago (des Panthers de la Floride, via les Sharks de San José et les Canadiens de Montréal) | Lumberjacks de Muskegon (USHL)     |
| 140  | Brandon Saigeon      | Centre         | Canada             | Avalanche du Colorado                                                                                       | Bulldogs de Hamilton (LHO)         |
| 141  | Iahor Charanhovitch  | Centre         | Biélorussie        | Devils de New Jersey                                                                                        | HK Dinamo Minsk (KHL)              |
| 142  | Michael Callahan     | Défenseur      | États-Unis         | Coyotes de l'Arizona (des Blue Jackets de Columbus, via les Blackhawks de Chicago)                          | Phantoms de Youngstown (USHL)      |
| 143  | Samuel Ersson        | Gardien de but | Suède              | Flyers de Philadelphie                                                                                      | Brynäs IF (SuperElit)              |
| 144  | Dávid Hrenák         | Gardien de but | Slovaquie          | Kings de Los Angeles                                                                                        | Huskies de St. Cloud State (NCAA)  |
| 145  | Dennis Busby         | Défenseur      | Canada             | Coyotes de l'Arizona (des Sharks de San José)                                                               | Firebirds de Flint (LHO)           |
| 146  | Daniil Jouravliov    | Défenseur      | Russie             | Avalanche du Colorado (des Penguins de Pittsburgh)                                                          | Irbis Kazan (MHL)                  |
| 147  | Roman Durný          | Gardien de but | Slovaquie          | Ducks d'Anaheim                                                                                             | Buccaneers de Des Moines (USHL)    |
| 148  | Simon Johansson      | Défenseur      | Suède              | Wild du Minnesota                                                                                           | Djurgårdens IF Hockey (SuperElit)  |
| 149  | Filip Král           | Défenseur      | République tchèque | Maple Leafs de Toronto                                                                                      | Chiefs de Spokane (LHOu)           |
| 150  | Declan Chisholm      | Défenseur      | Canada             | Jets de Winnipeg (des Bruins de Boston)                                                                     | Petes de Peterborough (LHO)        |
| 151  | Vladislav Ieriomenko | Défenseur      | Biélorussie        | Predators de Nashville                                                                                      | Hitmen de Calgary (LHOu)           |
| 152  | Magnus Chrona        | Gardien de but | Suède              | Lightning de Tampa Bay                                                                                      | Nacka HK (J18 Elit)                |
| 153  | Giovanni Vallati     | Défenseur      | Canada             | Jets de Winnipeg                                                                                            | Rangers de Kitchener (LHO)         |
| 154  | Connor Corcoran      | Défenseur      | Canada             | Golden Knights de Vegas                                                                                     | Spitfires de Windsor (LHO)         |
| 155  | Damien Giroux        | Centre         | Canada             | Wild du Minnesota (des Capitals de Washington)                                                              | Spirit de Saginaw (LHO)            |

### Sixième tour
| Rang | Joueur                   | Position       | Nationalité | Équipe LNH                                                                         | Repêché de                                      |
| ---- | ------------------------ | -------------- | ----------- | ---------------------------------------------------------------------------------- | ----------------------------------------------- |
| 156  | Pontus Holmberg          | Ailier droit   | Suède       | Maple Leafs de Toronto (des Sabres de Buffalo)                                     | VIK Västerås HK (Division 1)                    |
| 157  | Kevin Mandolese          | Gardien de but | Canada      | Sénateurs d'Ottawa                                                                 | Screaming Eagles du Cap-Breton (LHJMQ)          |
| 158  | David Tendeck            | Gardien de but | Canada      | Coyotes de l'Arizona                                                               | Giants de Vancouver (LHOu)                      |
| 159  | Tim Berni                | Défenseur      | Suisse      | Blue Jackets de Columbus (des Canadiens de Montréal, via les Red Wings de Détroit) | GCK Lions (LNB)                                 |
| 160  | Victor Brattström        | Gardien de but | Suède       | Red Wings de Détroit                                                               | Timrå IK (SuperElit)                            |
| 161  | Alex Kannok-Leipert      | Défenseur      | Canada      | Capitals de Washington (des Canucks de Vancouver)                                  | Giants de Vancouver (LHOu)                      |
| 162  | Alexis Gravel            | Gardien de but | Canada      | Blackhawks de Chicago                                                              | Mooseheads d'Halifax (LHJMQ)                    |
| 163  | Simon Kjellberg          | Défenseur      | Suède       | Rangers de New York                                                                | Rögle BK (SuperElit)                            |
| 164  | Michael Kesselring       | Défenseur      | États-Unis  | Oilers d'Edmonton                                                                  | Huskies de New Hampton (USHS-Prep)              |
| 165  | Johan Södergran          | Ailier droit   | Suède       | Kings de Los Angeles (des Islanders de New York)                                   | Linköpings HC (SHL)                             |
| 166  | Jesper Sellgren          | Défenseur      | Suède       | Hurricanes de la Caroline                                                          | MODO Hockey (Allsvenskan)                       |
| 167  | Mathias Emilio Pettersen | Centre         | Norvège     | Flames de Calgary                                                                  | Lumberjacks de Muskegon (USHL)                  |
| 168  | Dawson Barteaux          | Défenseur      | Canada      | Stars de Dallas                                                                    | Rebels de Red Deer (LHOu)                       |
| 169  | Mathias Laferrière       | Ailier droit   | Canada      | Blues de Saint-Louis                                                               | Screaming Eagles du Cap-Breton (LHJMQ)          |
| 170  | Justin Schütz            | Ailier gauche  | Allemagne   | Panthers de la Floride                                                             | RB Hockey Akademie (Extraliga staršího dorostu) |
| 171  | Nikolaï Kovalenko        | Ailier droit   | Russie      | Avalanche du Colorado                                                              | Loko Iaroslavl (MHL)                            |
| 172  | Mitchell Hoelscher       | Centre         | Canada      | Devils de New Jersey                                                               | 67 d'Ottawa (LHO)                               |
| 173  | Veini Vehviläinen        | Gardien de but | Finlande    | Blue Jackets de Columbus                                                           | Kärpät Oulu (Liiga)                             |
| 174  | Gavin Hain               | Centre         | États-Unis  | Flyers de Philadelphie                                                             | USNTDP (USHL)                                   |
| 175  | Jacob Ingham             | Gardien de but | Canada      | Kings de Los Angeles                                                               | Steelheads de Mississauga (LHO)                 |
| 176  | Zacharie Émond           | Gardien de but | Canada      | Sharks de San José                                                                 | Huskies de Rouyn-Noranda (LHJMQ)                |
| 177  | Liam Gorman              | Centre         | États-Unis  | Penguins de Pittsburgh                                                             | Arrows de St. Sebastian (USHS-Prep)             |
| 178  | Hunter Drew              | Défenseur      | Canada      | Ducks d'Anaheim                                                                    | Islanders de Charlottetown (LHJMQ)              |
| 179  | Shawn Boudrias           | Ailier droit   | Canada      | Wild du Minnesota                                                                  | Olympiques de Gatineau (LHJMQ)                  |
| 180  | Peter Diliberatore       | Défenseur      | Canada      | Golden Knights de Vegas (des Maple Leafs de Toronto)                               | Knights de Salisbury (USHS-Prep)                |
| 181  | Dustyn McFaul            | Défenseur      | Canada      | Bruins de Boston                                                                   | Panthers de Pickering (LHJO)                    |
| 182  | John Leonard             | Ailier gauche  | États-Unis  | Sharks de San José (des Predators de Nashville)                                    | Minutemen d'UMass (NCAA)                        |
| 183  | Cole Koepke              | Ailier gauche  | États-Unis  | Lightning de Tampa Bay                                                             | Musketeers de Sioux City (USHL)                 |
| 184  | Jared Moe                | Gardien de but | États-Unis  | Jets de Winnipeg                                                                   | Black Hawks de Waterloo (USHL)                  |
| 185  | Xavier Bouchard          | Défenseur      | Canada      | Golden Knights de Vegas                                                            | Drakkar de Baie-Comeau (LHJMQ)                  |
| 186  | Artiom Manoukian         | Ailier droit   | Russie      | Canucks de Vancouver (des Capitals de Washington)                                  | Omskie Iastreby (MHL)                           |

### Septième tour
| Rang | Joueur              | Position       | Nationalité        | Équipe LNH                                                                           | Repêché de                            |
| ---- | ------------------- | -------------- | ------------------ | ------------------------------------------------------------------------------------ | ------------------------------------- |
| 187  | William Worge Kreü  | Défenseur      | Suède              | Sabres de Buffalo                                                                    | Linköpings HC (SuperElit)             |
| 188  | Jakov Novak         | Ailier gauche  | Canada             | Sénateurs d'Ottawa                                                                   | Jets de Janeville (NAHL)              |
| 189  | Liam Kirk           | Ailier gauche  | Royaume-Uni        | Coyotes de l'Arizona                                                                 | Sheffield Steelers (EIHL)             |
| 190  | Brett Stapley       | Centre         | Canada             | Canadiens de Montréal (des Canadiens de Montréal, via les Flyers de Philadelphie)    | Vipers de Vernon (LHCB)               |
| 191  | Otto Kivenmäki      | Centre         | Finlande           | Red Wings de Détroit                                                                 | Ässät (Jr. A SM-liiga)                |
| 192  | Matthew Thiessen    | Gardien de but | Canada             | Canucks de Vancouver                                                                 | Pistons de Steinbach (LHJM)           |
| 193  | Josiah Slavin       | Ailier gauche  | États-Unis         | Blackhawks de Chicago                                                                | Stars de Lincoln (USHL)               |
| 194  | Luke Loheit         | Ailier droit   | États-Unis         | Sénateurs d'Ottawa (des Rangers de New York)                                         | Vees de Penticton (LHCB)              |
| 195  | Patrik Siikanen     | Centre         | Finlande           | Oilers d'Edmonton                                                                    | Espoo Blues (Jr. A SM-liiga}          |
| 196  | Christian Krygier   | Défenseur      | États-Unis         | Islanders de New York                                                                | Stars de Lincoln (USHL)               |
| 197  | Jacob Kucharski     | Gardien de but | États-Unis         | Hurricanes de la Caroline                                                            | Buccaneers de Des Moines (USHL)       |
| 198  | Dmitri Zavgorodny   | Ailier gauche  | Russie             | Flames de Calgary                                                                    | Océanic de Rimouski (LHJMQ)           |
| 199  | Jermaine Loewen     | Ailier gauche  | Canada             | Stars de Dallas                                                                      | Blazers de Kamloops (LHOu)            |
| 200  | Tyler Tucker        | Défenseur      | Canada             | Blues de Saint-Louis                                                                 | Colts de Barrie (LHO)                 |
| 201  | Cole Krygier        | Défenseur      | États-Unis         | Panthers de la Floride                                                               | Stars de Lincoln (USHL)               |
| 202  | Chamil Chmakov      | Gardien de but | Russie             | Avalanche du Colorado                                                                | Sibirskie Snaipery Novossibirsk (MHL) |
| 203  | Eetu Päkkilä        | Ailier gauche  | Finlande           | Flyers de Philadelphie (des Devils de New Jersey)                                    | Kärpät Oulu (Jr. A SM-liiga)          |
| 204  | Trey Fix-Wolansky   | Ailier droit   | Canada             | Blue Jackets de Columbus                                                             | Oil Kings d'Edmonton (LHOu)           |
| 205  | Marcus Westfält     | Centre         | Suède              | Flyers de Philadelphie                                                               | Brynäs IF (SHL)                       |
| 206  | Radim Šalda         | Défenseur      | République tchèque | Lightning de Tampa Bay (des Kings de Los Angeles)                                    | Sea Dogs de Saint-Jean (LHJMQ)        |
| 207  | Santtu Kinnunen     | Défenseur      | Finlande           | Panthers de la Floride (des Sharks de San José)                                      | Pelicans Lahti (Jr. A SM-liiga)       |
| 208  | Jordan Kooy         | Gardien de but | Canada             | Golden Knights de Vegas (des Penguins de Pittsburgh)                                 | Knights de London (LHO)               |
| 209  | Zachary Bouthillier | Gardien de but | Canada             | Maple Leafs de Toronto (des Ducks d'Anaheim)                                         | Saguenéens de Chicoutimi (LHJMQ)      |
| 210  | Samuel Hentges      | Centre         | États-Unis         | Wild du Minnesota                                                                    | Buccaneers de Des Moines (USHL)       |
| 211  | Semion Kizimov      | Ailier droit   | Russie             | Maple Leafs de Toronto                                                               | Ladia Togliatti (MHL)                 |
| 212  | Pavel Chen          | Centre         | Russie             | Bruins de Boston                                                                     | Mamonty Iougry (MHL)                  |
| 213  | Milan Klouček       | Gardien de but | Tchéquie           | Predators de Nashville                                                               | HC Pardubice (Extraliga)              |
| 214  | Ty Taylor           | Gardien de but | Canada             | Lightning de Tampa Bay                                                               | Vipers de Vernon (LHCB)               |
| 215  | Austin Wong         | Centre         | Canada             | Jets de Winnipeg                                                                     | Oilers d'Okotoks (LHJA)               |
| 216  | Riley Hughes        | Ailier droit   | États-Unis         | Rangers de New York (des Golden Knights de Vegas, via les Hurricanes de la Caroline) | Arrows de St. Sebastian (USHS-Prep)   |
| 217  | Eric Florchuk       | Centre         | Canada             | Capitals de Washington                                                               | Blades de Saskatoon (LHOu)            |